# Diócesis de Wewak
La diócesis de Wewak (en latín: Dioecesis Ueuakensis y en inglés: Roman Catholic Diocese of Wewak) es una circunscripción eclesiástica de la Iglesia católica en Papúa Nueva Guinea. Se trata de una diócesis latina, sufragánea de la arquidiócesis de Madang. Desde el 6 de febrero de 2015 su obispo es Józef Roszynski, de los Misioneros del Verbo Divino.

## Territorio y organización
La diócesis tiene 36 917 km² y extiende su jurisdicción sobre los fieles católicos de rito latino residentes en la mayor parte de la provincia de Sepik Oriental.
La sede de la diócesis se encuentra en la ciudad de Wewak, en donde se halla la Catedral de Cristo Rey.
En 2023 en la diócesis existían 48 parroquias.

## Historia
La prefectura apostólica de la Tierra del Emperador Guillermo Occidental fue erigida el 25 de julio de 1913 mediante el decreto Gulielmi Terra de la Congregación de Propaganda Fide, tras la escisión de la prefectura apostólica de la Tierra del Emperador Guillermo, de la que surgió la actual arquidiócesis de Madang.
El 14 de noviembre de 1922 asumió el nombre de prefectura apostólica de Nueva Guinea Central.
El 27 de abril de 1927, mediante el breve Quae catholico del papa Pío XI, se rediseñaron las fronteras con la prefectura apostólica de Nueva Guinea Oriental (hoy arquidiócesis de Madang).
El 22 de agosto de 1931, mediante el breve Quae rei sacrae del papa Pío XI, la prefectura apostólica fue elevada a vicariato apostólico.
El 15 de mayo de 1952, mediante la bula Ad latius prolatandam del papa Pío XII, cedió una parte de su territorio para la erección del vicariato apostólico de Aitape (hoy diócesis de Aitape) y el mismo día asumió el nombre del vicariato apostólico de Wewak mediante el decreto Cum per decretum de la Propaganda Fide.
El 18 de junio de 1959 cedió otra porción de su territorio para la erección del vicariato apostólico de Mount Hagen (hoy arquidiócesis de Mount Hagen) mediante la bula Prophetica vox del papa Juan XXIII.
El 15 de noviembre de 1966 el vicariato apostólico fue elevado a diócesis mediante la bula Laeta incrementa del papa Pablo VI.

## Estadísticas
Según el Anuario Pontificio 2024 la diócesis tenía a fines de 2023 un total de 241 000 fieles bautizados.
| Año                                                                             | Población            | Población | Población      | Sacerdotes | Sacerdotes    | Sacerdotes    | Bautizados por sacerdote | Diáconos permanentes | Religiosos | Religiosos | Parroquias |
| Año                                                                             | Bautizados católicos | Total     | % de católicos | Total      | Clero secular | Clero regular | Bautizados por sacerdote | Diáconos permanentes | Varones    | Mujeres    | Parroquias |
| ------------------------------------------------------------------------------- | -------------------- | --------- | -------------- | ---------- | ------------- | ------------- | ------------------------ | -------------------- | ---------- | ---------- | ---------- |
| 1950                                                                            | 33 625               | 296 944   | 11.3           | 46         |               | 46            | 730                      |                      |            |            | 33         |
| 1970                                                                            | 84 392               | 195 719   | 43.1           | 64         | 11            | 53            | 1318                     | 1                    | 96         | 69         |            |
| 1980                                                                            | 113 000              | 208 000   | 54.3           | 60         | 7             | 53            | 1883                     | 7                    | 101        | 57         |            |
| 1990                                                                            | 125 350              | 197 641   | 63.4           | 61         | 8             | 53            | 2054                     | 7                    | 90         | 77         |            |
| 1999                                                                            | 89 280               | 145 264   | 61.5           | 59         | 18            | 41            | 1513                     | 6                    | 74         | 67         |            |
| 2000                                                                            | 182 323              | 278 998   | 65.3           | 52         | 19            | 33            | 3506                     | 6                    | 70         | 60         |            |
| 2001                                                                            | 187 755              | 280 258   | 67.0           | 54         | 22            | 32            | 3476                     | 6                    | 69         | 77         |            |
| 2002                                                                            | 193 174              | 288 968   | 66.8           | 59         | 24            | 35            | 3274                     | 6                    | 72         | 60         |            |
| 2003                                                                            | 193 937              | 292 597   | 66.3           | 50         | 25            | 25            | 3878                     | 5                    | 62         | 60         |            |
| 2004                                                                            | 195 950              | 295 700   | 66.3           | 44         | 23            | 21            | 4453                     | 4                    | 46         | 68         |            |
| 2010                                                                            | 210 000              | 344 000   | 61.0           | 37         | 22            | 15            | 5675                     | 1                    | 35         | 72         | 45         |
| 2014                                                                            | 229 000              | 375 000   | 61.1           | 36         | 25            | 11            | 6361                     |                      | 31         | 72         | 48         |
| 2017                                                                            | 215 700              | 445 500   | 48.4           | 31         | 21            | 10            | 6958                     |                      | 30         | 72         | 48         |
| 2020                                                                            | 228 000              | 473 880   | 48.1           | 31         | 21            | 10            | 7354                     |                      | 30         | 72         | 48         |
| 2022                                                                            | 236 000              | 492 000   | 48.0           | 31         | 21            | 10            | 7612                     |                      | 30         | 72         | 48         |
| 2023                                                                            | 241 000              | 502 000   | 48.0           | 31         | 21            | 10            | 7774                     |                      | 30         | 72         | 48         |
| Fuente: Catholic-Hierarchy, que a su vez toma los datos del Anuario Pontificio. |                      |           |                |            |               |               |                          |                      |            |            |            |

## Episcopologio
- Canisius Theodorus Gellings, SS.CC. † (19 de agosto de 1913-1918 falleció)
- Adalberto Ottone Rielander, SS.CC. † (1918-1922 falleció)
- Teodosio Heikenrath, SS.CC. † (1922-1923 falleció)
  - Sede vacante (1923-1928)
- Joseph Lörks, S.V.D. † (19 de junio de 1928-15 de marzo de 1945 falleció)
  - Sede vacante (1945-1948)
- Leo Clement Andrew Arkfeld, S.V.D. † (8 de julio de 1948-19 de diciembre de 1975 nombrado arzobispo de Madang)
  - Sede vacante (1975-1980)
- Raymond Philip Kalisz, S.V.D. † (24 de abril de 1980-14 de agosto de 2002 retirado)
- Anthony Joseph Burgess † (14 de agosto de 2002 por sucesión-20 de septiembre de 2013 retirado)[nota 1]
- Józef Roszynski, S.V.D., desde el 6 de febrero de 2015